# Демпінг-синдром
Де́мпінг-синдро́м (англ. dumping syndrome; також англ. postgastric surgery syndromes; postgastrectomy syndrome; postvagotomy syndrome) — патологічний стан, який є частим ускладненням хірургічних втручань на шлунку (резекція шлунку або ваготомія з антрумектомією). Синдром спостерігають у 10-30 % хворих, які перенесли відповідні оперативні втручання. Демпінг-синдром включають до Міжнародного класифікатору хвороб (МКХ) 10-го перегляду у групу «Розлади травної системи після втручань, не класифіковані в інших рубриках» (англ. Postprocedural disorders of digestive system, not elsewhere classified), код К.91.

## Етіологія та патогенез
Демпінг-синдром — тяжкий клінічний синдром, пов'язаний із втратою шлунком резервуарної функції та швидкою евакуацією їжі з його культі з наступним прискореним просуванням її по тонкій кишці. При цьому активується симпатоадреналова система з різким збільшенням звільнення серотоніну та брадикініну зі слизової тонкої кишки.

## Групи ризику
До групи ризику відносять людей, які перенесли операції на шлунку або на стравоході у місці з’єднання зі шлунком. За оцінками, від 20% до 50% людей, які перенесли операцію на шлунку, мають як ускладнення деякі симптоми демпінг-синдрому. Частіше це зустрічається у людей, які перенесли операції з видалення або шунтування великих частин шлунка, такі як гастректомія або шунтування шлунка. Іноді цей синдром також може виникати при деяких захворюваннях шлунково-кишкового тракту .

## Клінічні ознаки
Клінічно синдром проявляється різкою слабкістю, пітливістю, тахікардією, нудотою, рідше блюванням, діареєю,  які виникають через 10-15 хвилин після їжі, особливо при вживанні солодких та молочних страв. При цьому спостерігають різні вегетосудинні та нервово-психічні розлади, змінюється артеріальний тиск, зменшується об'єм циркулюючої крові. 

## Діагностика
Для діагностики синдрому використовують анкетування, пероральний тест на толерантність до глюкози, гематокрит, водневий дихальний тест, гастрофібродуоденоскопію, флюороскопію шлунку та відіофіксація цього дослідження, тест на швидкість спороження шлунку.

## Лікування
Лікування комплексне. Призначають висококалорійну дієту з обмеженням вуглеводів, які легко всмоктуються, та аживання подрібненої їжі. З метою гальмування швидкої евакуації їжі зі шлунку та зменшення моторики кишки призначають атропін 0,1 % розчин всередину по 5-8 крапель 2-3 рази на день перед їжею або п/ш по 0,5-1 мл 1-2 рази на день, гангліоблокатори.
При явищах зовнішньосектеторної недостатності підшлункової залози призначають препарати, які містять ферменти підшлункової залози та шлунку. Застосовують також загальноукріплюючу терапію (парентеральне введення вітамінів, гемотрансфузії) та седативні засоби. У тяжких резистентних до консервативної терапії випадках проводять реконструктивні операції.
Ефективним вважають призначення препарату октреотид (сандостатин)  який може допомогти зменшити симптоми демпінг-синдрому. Цей препарат випускається у формах короткої та тривалої дії.
Також призначають акарбозу для полегшення симптомів пізнього демпінг-синдрому.

### Дієта при синдромі
Рекомендується шість прийомів невеликих порцій їжі на день та полежати після прийому їжі.
Рекомендовано включити в раціон білок, а саме -  яйця, м'ясо, птицю, рибу  горіхи та горіхове масло, квасолю та інші бобові. Рекомендовано також вживати більше продуктів з високим вмістом розчинної клітковини, яка уповільнює спорожнення шлунка та запобігає швидкому засвоєнню цукру.
Слід уникати вживання солодощів, молочних продуктів, простих вуглеводів та калорійних напоїв.
Зміна дієти зазвичай допомагає, хоча може пройти кілька тижнів, перш ніж буде помітним покращення.

## Прогноз
При легкому перебігу одужання відбуваються протягом трьох місяців. У більш тяжких випадках може знадобитися від 12 до 18 місяців. 